# Kūšk
Kūšk es una ciudad de Afganistán, centro del distrito de Kūšk, situado en la provincia de Herat. Su población es de 17.479 habitantes (2007).
La ciudad comparte su nombre con el río Kūšk, junto al que se encuentra.
- Datos: Q5195620